# Joyce Giraud
 (février 2022).
Si vous disposez d'ouvrages ou d'articles de référence ou si vous connaissez des sites web de qualité traitant du thème abordé ici, merci de compléter l'article en donnant les références utiles à sa vérifiabilité et en les liant à la section « Notes et références ».
Joyce Giraud, née le 4 avril 1975 à Aguas Buenas, est une mannequin et actrice portoricaine, d'ancêtres français et espagnols.

## Biographie

### Mannequinat
En 1994, elle a participé au concours Miss Monde. Elle a représenté Porto Rico au concours Miss Univers 1998. Elle s’y classe 2e dauphine. De cette expérience elle publie un livre intitulé Joyce, Dreams and Realities.
Elle a fondé l'académie de Top Modèle à Porto Rico avec Carmen Batiz (Miss Porto Rico 1983)[Quand ?]. 
En 2012, elle crée le concours de beauté, Queen of the Universe.

### Télévision
En 2013, elle décroche le rôle principal de la série Siberia, dont elle est également styliste et productrice exécutive avec son mari. La même année, elle apparait dans la quatrième saison de l'émission de télé-réalité, Les Real Housewives de Beverly Hills.
En 2014, elle crée et produit l'émission de télé-réalité Rica, Famosa, Latina mettant en scène le quotidien de femmes latines accomplies à Los Angeles.

### Vie privée
Depuis 2009, elle est mariée avec le producteur d'origine allemande Michael Ohoven (en). Ils ont deux enfants : Leonardo et Valentino[réf. nécessaire].

## Filmographie

### Cinéma
- 1999 : Coralito tiene dos maridos
- 1999 : La Primera Finalista
- 2000 : Eh mec ! Elle est où ma caisse ? (Dude, Where's My Car?) : la petite amie de Fabio
- 2004 : Miss Naufragée et les filles de l'île (Miss Cast Away) : Julie
- 2004 : Le Mexicain : Il était une fois à Los Angeles (Latin Dragon) : Claudia Sanchez
- 2006 : Slayer : Estrella
- 2011 : Millénium, les hommes qui n'aimaient pas les femmes (The Girl with the Dragon Tattoo) : la journaliste espagnole
- 2017 : Jeepers Creepers 3 : Dana Lang

### Télévision
- 2000 : Alerte à Hawaï (Baywatch Hawaii) : Rachel (saison 11, épisode 7)
- 2001 : Amour, Gloire et Beauté (The Bold & the Beautiful) : une mannequin de Spectra
- 2005 : La Vie de palace de Zack et Cody (The Suite Life of Zack & Cody) : Ursula (saison 1, épisode 5)
- 2005 : Joey : Maria (saison 2, épisode 6)
- 2006 : Heist (en) : Angel (saison 1, épisodes 6 et 7)
- 2007 - 2012 : Tyler Perry's House of Payne (en) (House of Payne) : Angel Reilz (saisons 2 et 7)
- 2013 : Siberia : Carolina / Joyce